# Slag bij Port Gibson
De Slag bij Port Gibson vond plaats op 1 mei 1863 nabij Port Gibson, Mississippi tijdens de Amerikaanse Burgeroorlog. Het Noordelijke leger werd aangevoerd door generaal-majoor Ulysses S. Grant. De slag maakt deel uit van de Vicksburg-veldtocht.

## Achtergrond
In de lente van 1863 werd de veldtocht tegen Vicksburg, Mississippi verder gezet na een reeks van mislukte ondernemingen om dichter bij de stad te geraken. Grant had een nieuw krijgsplan uitgewerkt om de Zuidelijke stad te kunnen veroveren. Hijzelf zou met zijn leger vanuit Milliken’s Bend vertrekken en oprukken naar Grand Gulf terwijl zijn ondergeschikte generaal-majoor William Sherman een schijnaanval zou uitvoeren op de heuvels bij de Yazoo om de Zuidelijken aldaar te blokkeren.
Na dit manoeuvre zou Grant het XIII Corps detacheren naar generaal-majoor Nathaniel P. Banks om hem te assisteren bij de belegering van Port Hudson in Louisiana. Ondertussen moest Sherman opnieuw aansluiting zoeken met Grant en James B. McPherson, waarna ze het binnenland zouden intrekken om de spoorlijnen naar Vicksburg af te snijden. De Noordelijke vloot slaagde er echter niet in om de Zuidelijke batterijen bij Grand Gulf te vernietigen. De aanval van Sherman op Snyder's Bluff was een succes. Slechts één Zuidelijke brigade werd verplaatst naar het front met Grant.
De enige Zuidelijke cavalerie in de regio, die van Wirt Adams’s Cavalry Regiment, was weggestuurd op een missie. Daarom gaf generaal-majoor John S. Bowen het bevel aan zijn infanterie om een verkenning uit te voeren om de Noordelijke intenties te achterhalen. Bowen vertrok met Greens brigade in zuidelijke richting vanuit Grand Gulf. Hij stelde zijn manschappen op dwars over de Rodney Road ten zuidwesten van Port Gibson bij Magnolia church. Vanuit Vicksburg ontving Bowen één brigade ter versterking. Deze brigade werd aangevoerd door brigadegeneraal Edward D. Tracy. Zij stelden zich op langs de Bruinsberg Road op ongeveer 3 km ten noorden van Green. De brigade van Baldwin werd net achter Green opgesteld.

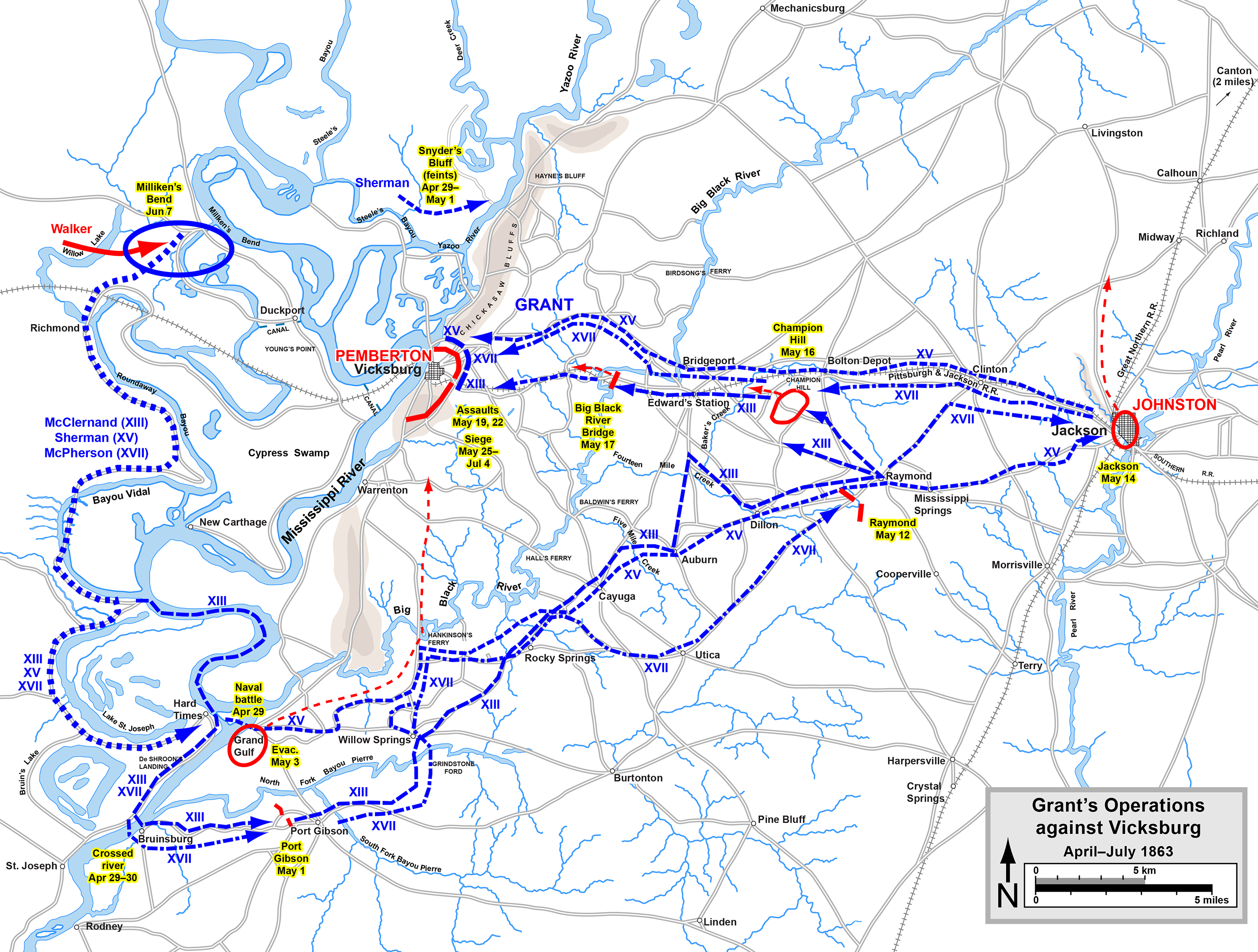
Grants operaties tegen Vicksburg.

Het ontbreken van Zuidelijke cavalerie zou een grote invloed hebben op de slag en het verdere verloop van de veldtocht. Mocht Bowen geweten hebben dat de Noordelijken bij Bruinsburg aan land gingen en niet bij Rodney, dan kon hij zijn strijdmacht bij Bruinsburg opgesteld hebben. Zo kon hij misschien voorkomen hebben dat Grant een bruggenhoofd zou veroveren en uitbreiden. De Noordelijke opmars werd vertraagd omdat generaal-majoor John A. McClernand zijn soldaten niet de nodige mondvoorraad had gegeven. Na dit klein oponthoud rukte het Noordelijke leger zonder tegenstand op naar Port Gibson. Even over midderdag op 1 mei botste de voorhoede van de 14th Division onder leiding van brigadegeneraal Eugene A. Carr op de Zuidelijke voorposten bij Schaiffers House. De schermutselingen en kanongebulder duurden nog tot ongeveer 03.00u. McClernand stelde brigadegeneraal Peter J. Osterhaus’ 9th Division op om de eventuele dreiging van Tracy’s brigade op te vangen. Beide partijen wachtten nu op het eerste licht om elkaar aan te vallen.

## De slag
Generaal Carr liet het terrein voor zijn stellingen verkennen. Hij kwam tot de vaststelling dat een frontale aanval over dicht begroeid terrein niet zou opbrengen. Daarom plande hij een flankeerbeweging. Eén brigade zou een behoedzame opmars uitvoeren, terwijl de andere brigade de vijandelijke linkerflank zou aanvallen. Net toen Carr de linkerflank aanviel, werd de vijandelijke rechterflank aangevallen door de mannen van de 12th Division onder leiding van brigadegeneraal Alvin P. Hovey. Greens soldaten weerstonden de druk niet. Hun linie brak. In plaats van de Zuidelijken te achtervolgen, stopte McClernand de aanval en reorganiseerde zijn eenheden. Hij stak een redevoering af om zijn soldaten te feliciteren met hun moed. Grant zag echter dat de Zuidelijken zich herpositioneerden en een nieuwe slaglinie formeerden. Versterkt door de 10th Division en Stevensons brigade van het XVII Corps zette McClernand de achtervolging in. 20.000 soldaten rukten op langs een front van nog geen 2 km breed. De Zuidelijke kolonel Franciss Cockrell viel de Noordelijke rechterflank aan. De Noordelijke stormaanval werd hierdoor vertraagd. Bij het invallen van de duisternis had geen van beide partijen de overhand gekregen.
Aan het front bij de Bruinsburg Road nam Osterhaus Tracys linie onder vuur met scherpschutters en artillerie. Nu en dan viel een regiment de Zuidelijke linie aan. In de late namiddag arriveerde generaal-majoor James B. McPherson met de brigade van John E. Smith. Hij inspecteerde zijn eigen linie en de vijandelijke stellingen. Hij bedacht een plan om de vijandelijke rechterflank te keren. Nadat hij zijn eenheden had opgesteld om de flankeerbeweging ten uitvoer te brengen, trokken de Zuidelijken zich terug. Nu zijn achterhoede onbeschermd was, trok Bowen zich terug via Port Gibson naar de noordelijke oever van de Bayou Pierre.

## Gevolgen
Op 2 mei stuurde Grant McPherson over de Bayou Pierre. De stellingen van Bowen werden hierdoor onhoudbaar. Bowen liet de fortificaties bij Grand Gulf evacueren. Het munitiedepot werd opgeblazen en de zware artillerie werd onklaar gemaakt. Toen Noordelijke kanonneerboten Grand Gulf naderden om de oorzaak van de ontploffingen te achterhalen, merkten ze dat de nederzetting verlaten was. Zonder een schot te lossen namen ze Grand Gulf in. Grant richtte Grand Gulf in als zijn opslagdepot. Daar ontving hij de boodschap dat Banks nog niet bij Port Hudson was geraakt. Grant hield de eenheden van McClernand voorlopig bij zich.
Het Zuidelijke leger trok zich terug naar Warrenton, Mississippi. Daar aangekomen versterkten ze de verdedigingslinie. Grant zou echter niet via deze route oprukken. De westelijke oever van de Big Black River was gezuiverd van Zuidelijke aanwezigheid. Hierdoor kon Grant oprukken naar Vicksburg en de spoorwegen veroveren.